# Marie-Ange Kramo
Pour les articles homonymes, voir Marie-Ange.
Marie-Ange Kramo est une joueuse de football française née le 20 février 1979 à Toulouse. Elle évolue au poste de milieu de terrain. Elle joue au Toulouse FC et en équipe de France de football. Elle a glané quatre titres de championne de France avec Toulouse.
Elle fait sa première apparition en équipe de France le 28 mai 1999 face à la Suisse. Elle compte 44 sélections avec les bleues entre 1999 et 2009.

## Biographie

### Famille
Sa sœur Marie-Joëlle Kramo est aussi une footballeuse internationale ; les deux sœurs sont titulaires lors d'un match amical de l'équipe de France le 25 février 2003 à Albi face aux Pays-Bas.

## Statistiques

### En club
| Saison                | Club                  | Championnat           | Championnat | Championnat | Coupe(s) nationale(s) | Coupe(s) nationale(s) | Compétition(s) continentale(s) | Compétition(s) continentale(s) | Compétition(s) continentale(s) | Total | Total |
| Saison                | Club                  | Division              | M.          | B.          | M.                    | B.                    | Comp.                          | M.                             | B.                             | M.    | B.    |
| 1995-1996             | Toulouse OAC          | National 1A           |             |             | -                     | -                     | -                              | -                              | -                              | 0     | 0     |
| 1996-1997             | Toulouse OAC          | National 1A           |             |             | -                     | -                     | -                              | -                              | -                              | 0     | 0     |
| 1997-1998             | Toulouse OAC          | National 1A           |             |             | -                     | -                     | -                              | -                              | -                              | 0     | 0     |
| 1998-1999             | Toulouse OAC          | National 1A           |             |             | -                     | -                     | -                              | -                              | -                              | 0     | 0     |
| 1999-2000             | Toulouse OAC          | National 1A           |             |             | -                     | -                     | -                              | -                              | -                              | 0     | 0     |
| 2000-2001             | Toulouse OAC          | Division 1            | 0+3         | 0+0         | -                     | -                     | -                              | -                              | -                              | 3     | 0     |
| 2001-2002             | Toulouse FC           | Division 1            | 2+3         | 2+1         | 1+                    | 0+                    | C1                             | 6                              | 3                              | 12    | 6     |
| 2002-2003             | Toulouse FC           | Division 1            | 5+2         | 5+0         |                       |                       | C1                             | 5                              | 0                              | 12    | 5     |
| 2003-2004             | Toulouse FC           | Division 1            | 22+1        | 3+0         |                       |                       | -                              | -                              | -                              | 23    | 3     |
| 2004-2005             | Toulouse FC           | Division 1            | 21          | 6           | 2                     | 0                     | -                              | -                              | -                              | 23    | 6     |
| 2005-2006             | Toulouse FC           | Division 1            | 21          | 7           | 4                     | 0                     | -                              | -                              | -                              | 25    | 7     |
| 2006-2007             | Toulouse FC           | Division 1            | 6           | 0           | 0                     | 0                     | -                              | -                              | -                              | 6     | 0     |
| 2007-2008             | Toulouse FC           | Division 1            | 9           | 3           | 1                     | 0                     | -                              | -                              | -                              | 10    | 3     |
| 2008-2009             | Toulouse FC           | Division 1            | 16          | 0           | 1                     | 0                     | -                              | -                              | -                              | 17    | 0     |
| 2009-2010             | Toulouse FC           | Division 1            | 16          | 2           | 1                     | 0                     | -                              | -                              | -                              | 17    | 2     |
| 2010-2011             | Toulouse FC           | Division 1            | 21          | 1           | 3                     | 0                     | -                              | -                              | -                              | 24    | 1     |
| Sous-total            | Sous-total            | Sous-total            | 148         | 30          | 13                    | 0                     | -                              | 11                             | 3                              | 172   | 33    |
| 2011-2012             | Albi                  | Division 2            | 22          | 4           | 0                     | 0                     | -                              | -                              | -                              | 22    | 4     |
| Sous-total            | Sous-total            | Sous-total            | 22          | 4           | 0                     | 0                     | -                              | -                              | -                              | 22    | 4     |
| 2012-2013             | Toulouse FC           | Division 1            | 22          | 1           | 3                     | 1                     | -                              | -                              | -                              | 25    | 2     |
| Sous-total            | Sous-total            | Sous-total            | 22          | 1           | 3                     | 1                     | -                              | -                              | -                              | 25    | 2     |
| Total sur la carrière | Total sur la carrière | Total sur la carrière | 192         | 35          | 16                    | 1                     | -                              | 11                             | 3                              | 219   | 39    |

- Incomplètes en championnat avant la saison 2003-2004.

https://tfcnet.alloforum.com/feminines-c111107-1.html

## Carrière
- Toulouse Olympique
- Gratentour
- Bruguières
- CNFE Clairefontaine
- Toulouse FC : 2000-2011
- Albi : 2011-2012
- Toulouse FC : 2012-

## Palmarès
- Championne de France en 1999, 2000, 2001 et 2002 avec Toulouse
- Vainqueur du challenge de France féminin en 2002 avec Toulouse
- Demi-finaliste de la Coupe UEFA féminine en 2002 avec Toulouse